# Eurata cingulata
Eurata cingulata är en fjärilsart som beskrevs av Eugenio Giacomelli 1925. Eurata cingulata ingår i släktet Eurata och familjen björnspinnare. Inga underarter finns listade i Catalogue of Life.